# Hera (探査機)
Hera（ヘラ）は欧州宇宙機関 (ESA) の小惑星探査機である。AIDA計画の一部として二重小惑星 ディディモス・ディモルフォスを探査し、衛星ディモルフォスへの衝突に成功したNASAの探査機DARTが与えた影響を調査する。
2024年10月7日に打ち上げられ、2026年12月頃に小惑星へ接近し半年程度観測する予定。

## 概要
ESAのHeraはNASAのDARTによる衝突ミッションと連携して国際共同プラネタリーディフェンスAIDA計画（Asteroid Impact & Deflection Assessment）を成しており、DARTの衝突が小惑星に対してどのような影響を与えたのか近傍から詳細に観測する。
探査機の名前Heraはギリシャ神話の結婚の女神ヘラに由来し、DARTと連携する計画であることから名づけられた。

### 探査対象天体
Heraが観測対象とする二重小惑星の主星ディディモスは直径780m、衛星ディモルフォスは直径151mでディディモスから1.2kmの距離を公転している。公転周期は本来11時間55分であったが、DARTが6.1km/sで衝突したことによって32分短縮され、現在は11時間23分で公転している。
主星ディディモスの重力は地球の1/40,000程度、衛星ディモルフォスの重力は地球の1/200,000程度と推定されているが、Heraが観測することでディモルフォスの質量誤差は10%未満になることが期待されている。

## 運用
- 2024年
  - 10月7日 - 打ち上げ。

Heraの軌道
Hera·
太陽·
65803 ディディモス·
火星·
地球

  - 10月23日 - 100分間のスラスタ噴射[7]。
  - 11月6日 - 13分間のスラスタ噴射により軌道を修正[7]。
- 2025年
  - 3月12日12時50分 (UTC) - 火星スイングバイ[8]。

### 運用予定
- 2026年
  - 2月 - ディディモスへ接近する軌道へ投入する2回目のマニューバ[9]。
  - 10月 - ディディモスとのランデブー開始[6]。

### 近傍での運用
ディディモス到着後は以下のように運用される予定。
| フェーズ                                  | 期間  | 距離(km) | 目的                                                                    |
| ----------------------------------------- | ----- | -------- | ----------------------------------------------------------------------- |
| ECP (Early Characterization) 初期観測     | 6週間 | 20 - 30  | 物理的・運動的な特徴の初期評価 ディディモス・ディモルフォスのカメラ撮影 |
| PDP (Payload Deployment) ペイロード放出   | 4週間 | -        | キューブサット放出と試運転                                              |
| DCP (Detailed Characterisation) 詳細観測  | 4週間 | 8 - 20   | ディモルフォスの質量・密度の高精度な測定と中解像度での撮影              |
| COP (Close Observation) 近接観測          | 6週間 | 4 - 22   | ディモルフォスの高解像度撮影とDARTによるクレーター全体を観測            |
| EXP (Experimental Phase) 実験運用フェーズ | 6週間 | 1km未満  | 超高解像度でのDARTによるクレーター撮影                                  |

実験フェーズでは先進的なナビゲーション手法を実施してディモルフォスに1kmよりも近い距離をスイングバイし、DARTのクレーターなどを分解能0.1mの高解像度での撮影に挑戦する。最終的にHeraをディディモスの極に着陸させる可能性が検討されているが、機体に着陸機構はなく、数cm/sの速度まで減速させてディディモス表面に達した後はアンテナを地球に指向することができないため運用を終了することになる。

## 搭載機器

### 観測機器
| - モノクロ可視カメラ AFC：Asteroid Framing Cameras - 視野角：5.5°×5.5° - 解像度：1020×1020 - 分解能：10kmで94cm - 観測波長：420 - 850nm - 2台搭載、科学観測・航法誘導制御に使用 - レーザ高度計 PALT：Planetary ALTimeter - 測定レンジ：10m - 20km - 測定精度：50cm以下 - レーザ波長：1535nm - 連続分光カメラ HyperScout-H - 視野角：15.5°×8.3° - 観測波長：可視・近赤外25バンド、650 - 950nm - 小型モニタカメラ SMC：Spacecraft Monitoring Camera - 観測装置の面を視野角に収め、キューブサットの放出も確認する - イメージセンサ：CMOS - 解像度：4メガピクセル - 視野角：±48.3° | - 熱赤外カメラ TIRI：Thermal InfraRed Imager - 検出器：Lynred PICO1024 Gen2 - フィルタ中心観測波長（波長幅） - A：7.8μm（1.8μm） - B：8.6μm（1.0μm） - C：9.6μm（0.8μm） - D：10.6μm（0.8μm） - E：11.6μm（0.8μm） - F：13.0μm（2.0μm） - G：8 - 14μm - 観測温度範囲：150 - 450K - 視野角：13.0°×9.9° - 解像度：1024×768 - 本体寸法：W180×D150×H250mm - 重量：3.94kg - 消費電力：16W |

### 搭載装置
- 深宇宙キューブサット放出機 DSD：Deep Space CubeSat Deployer
  - 2式
- X帯通信機器
  - ハイゲインアンテナ HGA
    - 地球との通信用
    - 直径1.13mのアンテナ（電波を0.5°以下に集め信号強度を4,000倍以上にする）[4]
    - 科学観測にも使用される。電波のドップラ―シフトを利用して摂動を観測し小惑星の重力場や形状を導出する[9]

  - ローゲインアンテナ LGA
    - 地球との通信のバックアップ用として機体の対面に2基搭載
- S帯衛星間リンク ISL：S-Band Inter Satellite Link[14]
  - パッチアンテナ2基
  - 最大通信距離：60km[9]

## 搭載キューブサット
Heraには6Uのキューブサットが2機搭載され、目標天体近傍で放出される。Heraとキューブサットとの間はSバンドで通信され、Heraの中継で地球と通信する。Heraの打ち上げ後、Jubentasは2024年10月17日に、Milaniは10月24日に格納されたまま起動しての機能確認が実施され、それ以降も2か月おきに電源投入が予定されている。Juventas、Milani共にディモルフォスへの着陸を試みて低重力における反発の応答データを計測する。Milaniが着陸に成功した場合は天体表面の塵のデータを収集する。

### Juventas
ディモルフォスの重力場の観測、内部構造と表面の特性を調査することが主目的である。名称はローマ神話の女神ユウェンタースに由来する（ギリシャ神話のヘーラーと同一視されるローマ神話の女神ユーノーの娘）。ルクセンブルクのGomSpace社が製造。
- 太陽系小天体用重力計 GRASS：Gravimeter for the Investigation of Small Solar System Bodies[16]
  - 計測範囲：1000mGal[18][19]
  - 精度：0.001mGal[18]、0.1°
- ユベンタス搭載レーダ JuRa[16]
  - 周波数が60MHzと低い周波数のレーダ（波長5m、VHF帯）であるため、天体内部深くまで透過するよう設計されている[18]
  - 空間分解能：15m[19]
  - アンテナ：直交するダイポールアンテナ2基（1.5mの展開ブーム4本で構成）
- カメラ[19]
  - 航法誘導、科学観測兼用
  - 解像度：2048×1944

### Milani
ディディモス全体の地図作成、表面の特徴観測、DARTの影響観測、重力場観測の補助、塵の雲の特徴の観測を主な目的とする。名称は小惑星運動の権威で数学者・天文学者のイタリアピサ大学・故Andrea Milani教授の名前に由来する。イタリアのTyvak International社が製造。
- 小惑星分光撮像ミッション機器 ASPECT[17][20]
  - 4chの光学センサを搭載
  - VIS：観測波長 500 - 900nm、解像度 1024×1024px
  - NIR1：850 - 1275nm、640×512px
  - NIR2：1225 - 1650nm、640×512px
  - SWIR：1600 - 2500nm、1pixel
- 揮発成分その場熱重量分析器 VISTA：Volatile In-Situ Thermogravimetre Analyser[17]
  - センサー方式：水晶振動子マイクロバランス
  - 計測可能な塵の大きさ：10μm - 0.1μmオーダー
- 航法カメラ[21]
  - 解像度：2048×1536
  - 視野角：21°×16°

## その他

### 地上局
地上とHeraとの通信はESAの3局の35m深宇宙アンテナによって通信される。
- スペイン Cebreros Station
- アルゼンチン Malargüe Station
- オーストラリア New Norcia Station

### 日本の参画
日本からJAXAの宇宙科学研究所（ISAS）がプロジェクトに参加しており、熱赤外カメラTIRIを提供している。はやぶさ2で実績のある熱赤外カメラTIRから感度・解像度・分光能力の性能を向上させている（メーカーは日本電気から明星電気になっている）。はやぶさ2で小惑星リュウグウを観測した際は、昼夜の温度変化の傾向から表層が高空隙である可能性を示唆する低熱慣性であることが観測され、また可視光では撮影できない夜側の形状や地形を撮影することに成功している。観測波長が6バンドに分光されることで岩石の組成に関する情報が取得できる見込みである。小惑星の熱慣性や組成を理解することは、惑星科学の側面から小惑星の成り立ちの理解につながるだけでなく、プラネタリーディフェンスにおける小惑星の軌道変化の手法選定にも影響する。
AIDA計画全体ではDARTとHeraで合計700億円程度の費用が発生しているが、日本が担当したモジュールの開発費はそのうち1%未満である。

## AIM計画からHera計画の変更

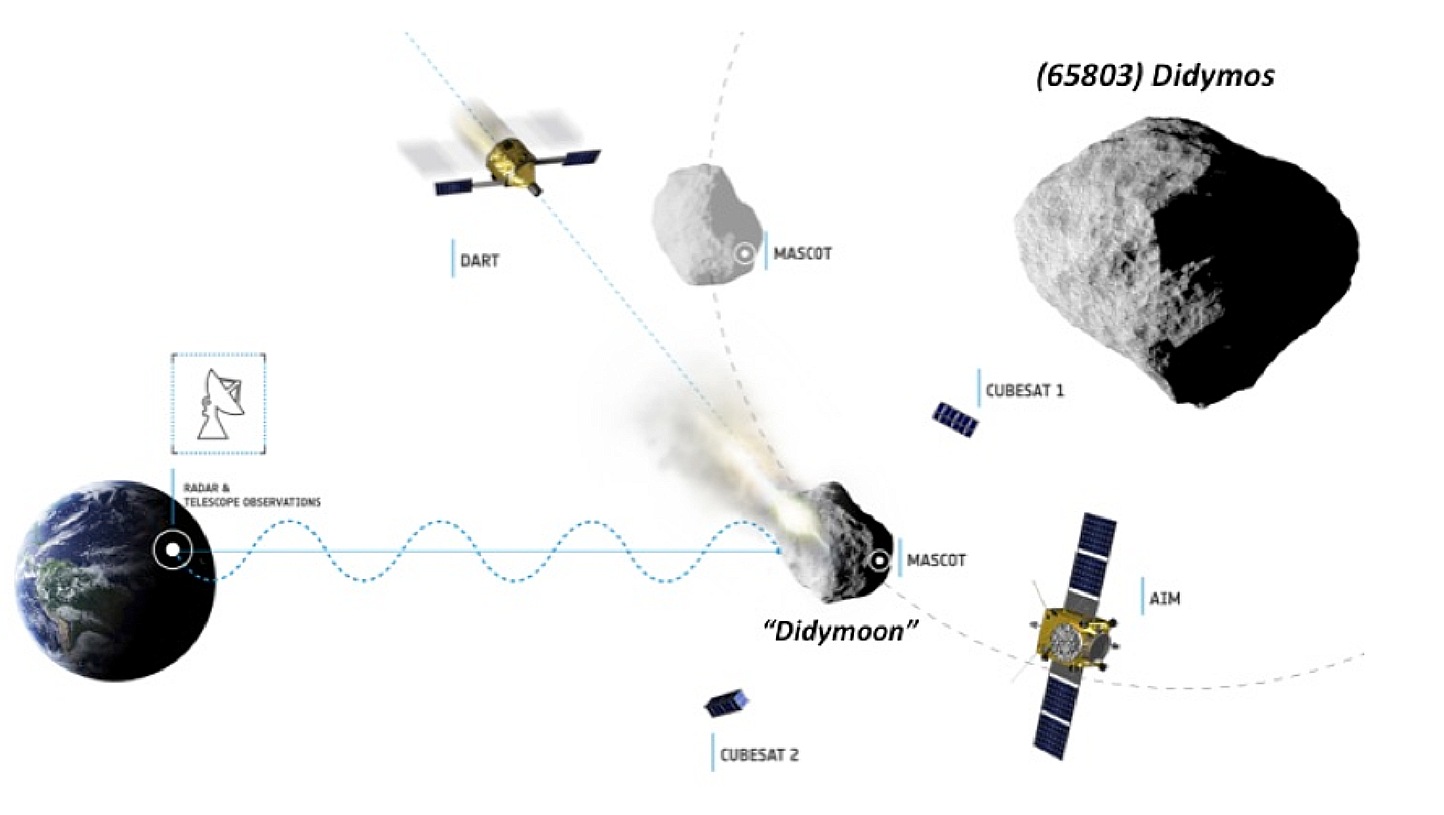
AIM計画時代のAIDA計画概要図（2015年頃）

AIDA計画のうちESAの観測探査機計画は元々AIM（the Asteroid Impact Monitor）という名称でミッションを計画されていたものであり、AIDAはAIMとDARTの名にちなんでいる。DARTが当初からディディモスの衛星ディモルフォス（当時は名称がなくディディムーンなどと呼ばれた）に衝突する計画であるのに対して、AIMはそれを観測するという役割は後のHeraと同様であるが、DARTよりも数か月先にディモルフォスに到着し、衝突の瞬間をも観測する計画であった。しかし、2016年のESA内の理事会で製造フェーズへの移行承認に至らずプロジェクト中止を余儀なくされた。その後、2017年に基本検討の多くを引き継いでHeraとして再提案されたものが承認、DARTの衝突する2022年より後の2026年にディディモスへ到着する計画となった。AIDAとしては両探査機の連携を前提としていたものの、それぞれが独立した探査機として計画されていたためDARTの中止やHera到着後に運用を延期するほどの影響はなく、DARTにイタリア宇宙機関の観測キューブサットLICIACubeが搭載されることでAIMで予定していた近接した位置からの衝突の光学観測にも成功した。